# Municipio de Everett (Míchigan)
El municipio de Everett (en inglés: Everett Township) es un municipio ubicado en el condado de Newaygo en el estado estadounidense de Míchigan. En el año 2010 tenía una población de 1862 habitantes y una densidad poblacional de 20,07 personas por km².

## Geografía
El municipio de Everett se encuentra ubicado en las coordenadas 43°30′41″N 85°43′57″O / 43.51139, -85.73250. Según la Oficina del Censo de los Estados Unidos, el municipio tiene una superficie total de 92.77 km², de la cual 91,27 km² corresponden a tierra firme y (1,62 %) 1,5 km² es agua.

## Demografía
Según el censo de 2010, había 1862 personas residiendo en el municipio de Everett. La densidad de población era de 20,07 hab./km². De los 1862 habitantes, el municipio de Everett estaba compuesto por el 93,77 % blancos, el 1,29 % eran afroamericanos, el 1,4 % eran amerindios, el 0,16 % eran asiáticos, el 1,07 % eran de otras razas y el 2,31 % eran de una mezcla de razas. Del total de la población el 2,26 % eran hispanos o latinos de cualquier raza.